# Gilbert Adler
Gilbert Adler (Nova Iorque, 14 de fevereiro de 1946) é um produtor, autor e cineasta estadunidense.

## Filmografia
- Dylan Dog:Dead of Night (2011) (produtor)
- Valkyrie (2008) (produtor)
- Superman Returns (2006) (produtor)
- Constantine (2005) (produtor executivo)
- Starsky & Hutch (2004) (produtor executivo)
- Ghost Ship (2002) (produtor)
- Thir13en Ghosts (2001) (produtor)
- House on Haunted Hill (1999) (produtor)
- Double Tap (1997) (produtor)
- Bordello of Blood (1996) (diretor, produtor)
- W.E.I.R.D. World (1995) (TV) (co-produtor executivo)
- Demon Knight (1995) (diretor, produtor)
- Basic Training (1985) (produtor)
- Certain Fury (1985) (produtor)
- Home Movies (1980) (produtor)